# Estación de Mas Blau
La estación de Mas Blau del metro de Barcelona es una estación de la línea 9 y está situada en polígono industrial de Mas Blau, cerca del aeropuerto de Barcelona. Dispone de ascensores y escaleras mecánicas. En esta estación no solamente pararan trenes de la línea 9, también llegarán trenes de la línea 2 por el mismo túnel y que permitirán llegar al centro de Barcelona. La estación de la L9 se abrió al público el día 12 de febrero de 2016, y la de la L2 está parada de forma indefinida.
| << cabecera | < estación  | línea                      | estación > | cabecera >>           |
| ----------- | ----------- | -------------------------- | ---------- | --------------------- |
| Metro       |             |                            |            |                       |
| Aeroport T1 | Aeroport T2 | (20??)                     | Parc Nou   | Badalona Pompeu Fabra |
| Aeroport T1 | Aeroport T2 | Zona Universitària Can Zam | Parc Nou   |                       |